# IC 5383
IC 5383 је ознака објекта на координатама са ректансцензијом 0h 3m 48,8s и деклинацијом + 16° 0" 50'. Открио га је Стефан Жавел, 10. новембра 1903. Каснијим посматрањима на том положају није уочен никакав астрономски објекат.